# Chaetomitrium fimbriatum
Chaetomitrium fimbriatum là một loài Rêu trong họ Hookeriaceae. Loài này được (Dozy & Molk.) Bosch & Sande Lac. mô tả khoa học đầu tiên năm 1862.